# NoHo
NoHo, per a North of Houston Street, per oposició a SoHo, és un barri de l'illa de Manhattan, Nova York.
Està delimitat al sud per Houston Street, al nord per Astor Place, a l'est per Bowery i a l'oest per Broadway. NoHo està entre Greenwich Village i l'East Village.
És un barri de restaurants i de bars, una zona relativament tranquil·la entre els dos barris que la voregen.